# Les Trois-Lacs
Les Trois-Lacs es una comuna nueva francesa situada en el departamento de Eure, de la región de Normandía.

## Historia
Fue creada el 1 de enero de 2017, en aplicación de una resolución del prefecto de Eure de 3 de agosto de 2016 con la unión de las comunas de Bernières-sur-Seine, Tosny y Venables, pasando a estar el ayuntamiento en la antigua comuna de Bernières-sur-Seine.

## Demografía
| Gráfica de evolución demográfica de Les Trois-Lacs entre 1800 y 2017 |
|                                                                      |

Los datos entre 1800 y 2013 son el resultado de sumar los parciales de las tres comunas que forman la nueva comuna de Les Trois-Lacs, cuyos datos se han cogido de 1800 a 1999, para las comunas de Bernières-sur-Seine, Tosny y Venables de la página francesa EHESS/Cassini. Los demás datos se han cogido de la página del INSEE.

## Composición
| Comuna delegada     | Código INSEE | Población (2013) | Superficie (km²) | Densidad (hab./km²) |
| ------------------- | ------------ | ---------------- | ---------------- | ------------------- |
| Bernières-sur-Seine | 27058        | 328              | 6.65             | 49                  |
| Tosny               | 27648        | 666              | 15.02            | 44                  |
| Venables            | 27676        | 794              | 14.86            | 53                  |